# Zobor (Szlovákia)
Zobor (szlovákul: Zombor) település Szlovákiában, a Nagykürtösi járásban.

## Fekvése
Ludányhalászitól nyugatra, Galábocs és Szécsénykovácsi közt fekvő település.

## Története
A Szécsénytől északnyugatra eső Zobor helyén már a középkorban fennállt egy hasonló nevű helység, mely 1449-ben, Mátyás király idején a Serkei Lorántffyak birtoka volt, akiknek e település még 1498-ban is tulajdonukban volt.
Az 1548. évi adóösszeírásban az elpusztult helységek között sorolták fel. 1587-ben Ali bin Bajezid hűbérbirtoka volt. A későbbi összeírásokból azonban hiányzott, még az 1715-1720. évi összeírásokban sem fordult elő.
1718-ban Prónay Antal pusztája volt. Ő telepítette be újból a morvaországi Malie Hrozienka nevű helység protestáns lakosaival, akik 1734-ben községet és egyházat alapítottak az egykori Zobor helység környékén, melyet Zbor-nak (Gyülekezet) neveztek el. Idővel az újonnan alakult község felvette a régi község nevét is.
Zobor földesurai mindvégig a Prónayak voltak.
1851-ben Fényes Elek írta a településről:
Zombor vagy Zobor, Nógrád megye mély völgyben fekvő tót falu, 8 katholikus, 340 evangélikus lakossal. Földesura Prónay Ferencz. Utolsó posta Balassa Gyarmat.
1861. augusztus 17-én a falu fele része – a pajtákkal és bennük az egész terméssel – leégett.
A trianoni békeszerződés előtt Nógrád vármegye Szécsényi járásához tartozott.

## Népessége
| Év:            | 1994. | 2004.   | 2014.    | 2024.   |
| -------------- | ----- | ------- | -------- | ------- |
| Emberek száma: | 93    | 99      | 149      | 144     |
| Eltérés:       |       | +6,45 % | +50,50 % | -3,35 % |

| Év:            | 2023. | 2024.   |
| -------------- | ----- | ------- |
| Emberek száma: | 147   | 144     |
| Eltérés:       |       | -2,04 % |

1910-ben 275 lakosából 118 magyar és 157 szlovák anyanyelvű, ebből 7 római katolikus, 268 evangélikus volt.
2011-ben 144 lakosából 120 szlovák és 6 magyar volt.

## Nevezetességek
- Evangélikus temploma 1845-ben épült.